# 聖十字若望大學
聖十字若望大學（西班牙語：Universidad San Juan de la Cruz，縮寫SJDLC），是美洲哥斯大黎加的一所私立研究型大學。
該校以科學和道德培養學生、研究人員和技術人員進行科學，技術，文學，藝術和一般文化知識的發展和傳播。培訓學生幫助社會，以和平，自由，公正和民主的傳統價值觀引導。

## 歷史
該校創立於1996年，同年4月哥斯大黎加政府通過法案獲得大學地位，並在該國高等教育國家委員會（Consejo Nacional de Enseñanza Superior Universitaria Privada）的批准及認可，授權頒發學位至今。

## 研究
科斯塔斯學院（Costas Institute）是大學的學術機構，負責監督該地區的合理開發和保護海洋資源。它的目的是支持通過海洋科學的研究和技術知識，加大在現代世界的競爭力。科斯塔斯學院的研究包括論文、新聞和評論，主題涉及海洋科學在全球，特別是拉丁美洲以及哥斯達黎加的影響。

## 著名人物
- 威爾伯特·菲利普·莫拉博士（Dr. Wilberth Phillips Mora）：2005年榮獲由哥斯達黎加政府頒發的國家科學及技術獎狀，以表揚其原創性研究，帶領哥斯達黎加國民科研及技術研究。[7]
- 牧師約翰·克西（Reverend John Kersey, O.C.R.）：英國使徒聖公會大主教，繼承雅培·愛德華王子於1954年6月22日的宣言，在美國加利福尼亞州舊金山市成立了憲法規定，推進自由天主教運動[8]。